# شهرستان هایشینگ
شهرستان هایشینگ (به لاتین: Haixing County) یک منطقهٔ مسکونی در چین است که در کانگجو واقع شده‌است. شهرستان هایشینگ ۸۳۶ کیلومتر مربع مساحت و ۲۲۰٬۰۰۰ نفر جمعیت دارد و ۸٫۵ متر بالاتر از سطح دریا واقع شده‌است.